# Lemwerder
Lemwerder é um município do distrito de  Wesermarsch, na Baixa Saxônia, Alemanha.